# A. R. Ammons
Archibald Randolph Ammons (Whiteville, 18 febbraio 1926 – Ithaca, 25 febbraio 2001) è stato un poeta statunitense.

## Biografia
Nato a Whiteville il 18 febbraio 1926, durante la seconda guerra mondiale ha prestato servizio nella United States Navy e, terminato il conflitto, ha ottenuto un B.A. in biologia alla Wake Forest University di Winston-Salem e un M.A. in letteratura inglese all'Università della California - Berkeley.
Prima di dedicarsi interamente alla scrittura, ha lavorato come preside di una scuola elementare e dirigente di una società specializzata nella lavorazione del vetro.
Il suo esordio in letteratura è avvenuto nel 1955 con la raccolta di liriche Ommateum: With Doxology nelle quali, attraverso il verso libero, è presente quello che sarà uno dei temi ricorrenti nelle sue poesie, ovvero il rapporto dell'uomo con la natura, dovuto anche alla sua formazione scientifica. 
Insegnante di poesia all'Università Cornell dal 1964 al 1998, è stato un autore prolifico e nel corso della sua carriera è stato insignito di numerosi riconoscimenti.
Ancora inedito in Italia, è morto a causa di un cancro nella sua abitazione di Ithaca il 25 febbraio 2001 all'età di 75 anni.

## Opere (parziale)

### Raccolte di poesie
- Ommateum: With Doxology (1955)
- Expressions of Sea Level (1964)
- Corsons Inlet (1965)
- Tape for the Turn of the Year (1965)
- Northfield Poems (1966)
- Selected Poems (1968)
- Uplands (1970)
- Briefings: Poems Small and Easy (1971)
- Collected Poems: 1951-1971 (1972)
- Sphere: The Form of a Motion (1974)
- Diversifications (1975)
- Highgate Road (1977)
- The Selected Poems: 1951-1977 (1977)
- The Snow Poems (1977)
- Selected Longer Poems (1980)
- A Coast of Trees (1981)
- Worldly Hopes (1982)
- Lake Effect Country (1983)
- The Selected Poems: Expanded Edition (1986)
- Sumerian Vistas (1987)
- The Really Short Poems (1991)
- Garbage (1993)
- The North Carolina Poems (1994)
- Brink Road (1996)
- Glare (1997)
- Bosh and Flapdoodle (2005)
- A. R. Ammons: Selected Poems (2006)

### Saggi
- Set in Motion: Essays, Interviews, and Dialogues (1996)

## Premi e riconoscimenti
Guggenheim Fellowship
- 1966; campo di studio: poesia[8]

National Book Award per la poesia
- 1973 vincitore con Collected Poems, 1951-1971; 1982 finalista con A Coast of Trees; 1993 vincitore con Garbage[9]

Premio Bollingen per la poesia
- 1975 alla carriera[10]

MacArthur Fellowship
- 1981; campo di studio: poesia[11]

National Book Critics Circle Award
- 1981 vincitore nella sezione "Poesia" con A Coast of Trees[12]

Medaglia Robert Frost
- 1994 alla carriera[13]

Ruth Lilly Poetry Prize
- 1995 alla carriera[14]